# Mount Hastings
Mount Hastings är ett berg i Antarktis. Det ligger i Västantarktis. Nya Zeeland gör anspråk på området. Toppen på Mount Hastings är 803 meter över havet.
Terrängen runt Mount Hastings är kuperad åt nordväst, men åt sydost är den platt. Trakten är obefolkad. Det finns inga samhällen i närheten.